# Norbu Dhondup
Pour les articles homonymes, voir Dhondup.
Rai Bahadur Norbu Dhondup, (tibétain : ནོར་བུ་དོན་འགྲུབ, Wylie : nor bu don 'grub) (également appelé Norbhu Dondup, Norbu Döndrub  ou Norbu Thondup né en 1884, mort en 1944) est un interprète et un diplomate tibétain puis agent britannique. Il fut l'un des interprètes de l'expédition britannique dirigée par Francis Younghusband en 1903-1904. En 1937 et 1939, il a été directeur par intérim de la mission britannique à Lhassa.

## Biographie
Rai Bahadur Norbu Sherpa Döndrub est né en 1884 dans une famille tibétaine à Kalimpong en Inde du Nord, alors dans l'Empire britannique. Il fit ses études à la Darjeeling High School à Darjeeling. Il a fut interprète de l'expédition militaire britannique au Tibet en 1903. Il fut ensuite secrétaire de l'officier politique du Sikkim, du Bhoutan et du Tibet, basée à Gangtok.
Après la mort du 13e dalaï-lama, à la suite de l'envoi d'une mission de condoléances par la Chine à Lhassa en 1934, le gouvernement britannique des Indes envoya Norbu Döndrub à Lhassa la même année.
En 1936, il est devenu un agent de commerce britannique à Yatung. En 1937 et à nouveau en 1939, il a été nommé à la tête de la mission britannique à Lhassa, et y est resté jusqu'à sa retraite en 1942.
Il a été honoré par l'Ordre de l'Empire britannique, un ordre du mérite britannique.
En 1937 le régent Réting Rinpoché lui a décerné une médaille d'or pour les services qu'il a rendus à la communication entre le Tibet et l'Inde britannique.

## Distinction
Norbu Dhondup est nommé commandeur de l'ordre de l'Empire britannique (OBE CBE).